# مسجد کریم خان
مسجد کریم خان مربوط به دوره قاجار است و در تبریز، خیابان امام خمینی، چهار راه شهید بهشتی واقع شده و این اثر در تاریخ ۱۱ مهر ۱۳۸۳ با شمارهٔ ثبت ۱۱۱۵۶ به‌عنوان یکی از آثار ملی ایران به ثبت رسیده است.